# Jezdovice
Obec Jezdovice (dříve též Hvězdovice, německy Jesowitz) se nachází v okrese Jihlava v kraji Vysočina. Žije zde 260 obyvatel. Rozkládá se z obou stran podél železniční trati Kostelec u Jihlavy – Slavonice.

## Název
Na vesnici bylo přeneseno původní pojmenování jejích obyvatel Jezdovici, které bylo odvozeno od osobního jména Jezda (domácké podoby jména Jezdimír) a znamenalo "Jezdovi lidé". Z roku 1513 (a znovu 1913) je doložen ojedinělý tvar Hvězdovice odvozený od nedoloženého Vězdovice vzniklého splynutím jména vsi s předložkou v. Vývoj jména v písemných pramenech: Iezdouicz (1358), Jezdowicze (1385), Hwiezdowicze (1513), Jeszowitz (1678), Jesowitz (1718), Iesowitz (1720), Jasowitz (1751), Jesowitz a Gezowice (1846), Jesowitz a Jezovice (1872), Jezdovice (1881), Jesowitz, Jezovice a Jezdovice (1885), Hvězdovice a Jezdovice (1913), Jezdovice (1924).

## Historie
První písemná zmínka o obci pochází z roku 1358. Do roku 1422 se tu dolovalo stříbro, roku 1750 dolování obnoveno hr. Herbersteinem. V letech 1490–1493 zakoupil Václav Vencelík z Vrchovišť od Zdeňka Šternberka ze Šternberka městečko Třešť s tvrzí a poplužním dvorem s vesnicemi Jezdovice a Buková pro svého syna Matěje Vencelíka z Vrchovišť.
V letech 1869–1879 pod Jezdovice spadala osada Buková. Roku 1902 došlo k založení hasičského sboru. Od 1. dubna 1980 do 31. prosince 1991 spadala jako místní část pod město Třešť. Od 1. ledna 1991 je opět samostatnou obcí.

## Přírodní poměry
Jezdovice leží v okrese Jihlava v Kraji Vysočina. Nachází se 5 km jižně od Kostelce a 1,5 jižně od Salavic, 3 km severně od Třeště, 8 km východně od Batelova, 4 km východně od Spělova a 6 km jihovýchodně od Dolní Cerekve. Geomorfologicky je oblast součástí Křižanovské vrchoviny a jejího podcelku Brtnická vrchovina, v jejíž rámci spadá pod geomorfologické okrsky Špičák a Otínská pahorkatina. Průměrná nadmořská výška činí 540 metrů. Nejvyšší bod o nadmořské výšce 584 metrů stojí jihovýchodně od obce. Jezdovicemi protéká Třešťský potok, na němž leží Jezdovický rybník (27 ha), do něhož se zleva vlévá Bukovský potok. Severně od obce do Třešťského potoka vlévá Mistrovský potok, na němž se rozkládá Mistrovský rybník.
Severozápadně od obce se nachází svahové prameništní Jezdovické rašeliniště, kde na rozloze 1,60 ha roste vzácná a ohrožená květena. Od roku 1984 přírodní památka. Na protisvahu u kapličky poslední z původní výsadby lip a javorů roste památný 25metrový javor mléč. V zahradě za domem čp. 47 jižně od kapličky na návsi stojí 30metrová památná lípa malolistá – Jezdovická lípa. 500 m východně od železniční zastávky v obci Jezdovice se nachází stromořadí 59 památných stromů, mezi nimiž jsou zastoupeny dub letní, javor klen, jírovec maďal a jasan. Přibližně 500 m jihovýchodně od železniční zastávky v obci roste památný 18metrový buk lesní.

## Obyvatelstvo
Podle sčítání 1930 zde žilo v 81 domech 403 obyvatel. 

### Náboženství
400 obyvatel se hlásilo k československé národnosti. Žilo zde 399 římských katolíků, 1 evangelík a 1 příslušník Církve československé husitské. Řecká pravoslavná starostylní církev zde zřídila svůj chrám svatého Jana Šanghajského a Sanfranciského.
| Rok            | 1869 | 1880 | 1890 | 1900 | 1910 | 1921 | 1930 | 1950 | 1961 | 1970 | 1980 | 1991 | 2001 | 2011 |
| Počet obyvatel | 453  | 461  | 440  | 417  | 456  | 424  | 403  | 305  | 295  | 267  | 237  | 223  | 249  | 252  |

## Obecní správa a politika

### Členství ve sdruženích
Jezdovice je členem Mikroregionu Třešťsko a místní akční skupiny Třešťsko.

### Zastupitelstvo a starosta
Obec má sedmičlenné zastupitelstvo, v jehož čele stojí starosta Luboš Hartl, v období 1. února 2009 – 8. listopadu 2010 působil jako starosta Martin Forst.
| Období    | Voliči | Účast v % | Mandáty | Výsledky                                                            | Starosta                                                                            |
| --------- | ------ | --------- | ------- | ------------------------------------------------------------------- | ----------------------------------------------------------------------------------- |
| 2002–2006 | 203    | 72.41     | 7       |                                                                     | Luboš Hartl                                                                         |
| 2006–2010 | 203    | 63,55     | 7       | 4 ROZVOJ OBCE 2 NAŠE OBEC JEZDOVICE 1 OKRAŠLOVACÍ SPOLEK JEZDOVICE  | Jiráková Petra (do 31. ledna 2009) Martin Forst (1. února 2009 – 8. listopadu 2010) |
| 2010–2014 | 220    | 73,18     | 7       | 5 Sdružení za obec Jezdovice 1 OBČANÉ PRO OBEC II 1 Občané Jezdovic | Luboš Harl                                                                          |
| 2014–2018 | 210    | 50,00     | 7       | 7 Sdružení za obec Jezdovice                                        | Luboš Harl                                                                          |

### Znak a vlajka
Právo užívat znak a vlajku bylo obci uděleno rozhodnutím Poslanecké sněmovny Parlamentu České republiky dne 17. dubna 2009.
Znak: Červeno – modře stříbrným mostem se třemi oblouky dělený štít. Nahoře kosmý mlátek šikmo podložený želízkem a postaveným mečem, vše stříbrné se zlatými topůrky a jílcem, provázené dvěma zlatými osmihrotými hvězdami, dole v prostředním oblouku vztyčený zlatý dubový list.
Vlajka: List tvoří červený pruh široký polovinu šířky listu a bílý most se třemi modrými oblouky vyrůstající z dolního okraje listu, v prostředním oblouku vztyčený žlutý dubový list. V červeném pruhu kosmý mlátek podložený šikmo želízkem a mečem hrotem k dolnímu okraji listu, vše bílé se žlutými topůrky a jílcem, provázené v žerďové a vlající části žlutými osmicípými hvězdami. Poměr šířky k délce listu je 2 : 3.

## Hospodářství a doprava
V obci sídlí prodejna firmy LAPEK, a.s., výrobce oken a dveří Eu-okna.cz a autoservis. Obcí prochází silnice II. třídy č. 406 z Třeště do Salavic a železniční trať č. 227 z Kostelce do Slavonic. Dopravní obslužnost zajišťují dopravci ICOM transport, ČSAD Jindřichův Hradec,a České dráhy. Autobusy jezdí ve směrech Dačice, Telč, Třešť, Jihlava, Počátky, Bítov, Mrákotín, Studená a Jindřichův Hradec a vlaky ve směrech Kostelec a Slavonice Obcí prochází cyklistické trasy č. 16 ze Salavic do Třeště a č. 5129 ze Spělova do Třeště, zeleně značená turistická trasa ze Špičáku do Dolní Cerekve a Naučná stezka Špičák.

## Školství, kultura a sport
Děti dojíždějí do základní školy v Třešti. V Jezdovicích stojí kulturní dům s kapacitou 150 osob. Funguje tu Okrašlovací spolek Jezdovice o.s. Sbor dobrovolných hasičů Jezdovice byl založen v roce 1902. T.J. SOKOL Jezdovice měl v roce 2014 10 členů a přísluší do župy Plk. Švece. V roce 2006 obec otevřela sportovní hřiště s umělým trávníkem pro sporty fotbal, tenis, nohejbal, street basketbal a volejbal.

## Pamětihodnosti
- Boží muka, u silnice
- Tříobloukový kamenný most, 14m dlouhý a 5m široký, který je jedním z nejstarších na Moravě
- Jednoobloukový kamenný most, 8m dlouhý a 4,5m široký
- Kaple sv. Martina z roku 1870
- Západně od obce pozůstatky těžby stříbra (nyní zarostlé zbytky těžebních jam a hald)
- Chrám svatého Jana Šanghajského